# Cseresznyeszilva
A cseresznyeszilva vagy mirabolán, mirobalán, mirabella, népies nevén ónabóna (nevezik még paradicsomszilvának, fosószilvának és lotyószilvának is (Prunus cerasifera)) a rózsavirágúak (Rosales) rendjébe, a rózsafélék (Rosaceae) családjába és a szilva (Prunus) nemzetségbe tartozó növényfaj, a szatmári szilvapálinka egyik potenciális alapanyaga.

## Jellemzése
Március végén zöldesfehéren nyíló, tövises, 5–8 m-es fa vagy bokorfa. Gömbölyű termése sárga vagy piros színű, kellemes édeskés-savanykás ízű. Kiváló kompót készíthető belőle. Még a rómaiak honosították meg Európában, eredeti élőhelye a Kaukázus és Délnyugat-Ázsia. Edzett, igénytelen növény, az átlagosnál valamivel szárazabb vagy nyirkosabb viszonyokat is elvisel. Tűri a nyírást, áthatolhatatlan sövénnyé nevelhető. Az alapfajt a faiskolák mirabolánszilva néven alanynak szaporítják. Egy sor csonthéjas gyümölcsöt, díszfát, díszcserjét szemeznek rá.

## Fajtái
Dísznövényként a fajtái kedveltek, közülük is elsősorban a piros levelű, úgynevezett vérszilvák:
- 'Nigra' – fénylő feketéspiros lombú, jobb növekedésű.
- 'Pissardii' – időben legelső, kevésbé intenzív színű, ezért ma már visszaszorulóban lévő fajta.
- 'Woodii' – sötétpiros levelű.

Kevésbé elterjedt fajtái:
- 'Hessei' – az előzőeknél gyengébb növekedésű és apróbb levelű. A hosszúhajtásokon a kissé torzult formájú levelek piros alapon sárgatarkák.
- 'Pendula' – 3-5 m átmérőjű, csüngő ágú fa, ami tavasszal gazdagon virágzik, majd később terem.

A Prunus x blireana, teltvirágú vérszilva (Prunus cerasifera 'Pissardii' x Prunus mume) 3–5 m-es bokor vagy bokorfa, a Prunus cerasifera 'Pissardii'-hoz hasonló, de annál valamivel kisebb és világosabb színű levelekkel. Színes lombja mellett áprilisban a szilvarózsára emlékeztető telt, rózsaszín virágjaival díszít. Szebb, de igényesebb az előző fajnál, illetve annak fajtáinál, jól öntözött viszonyok közé való.

## Képek

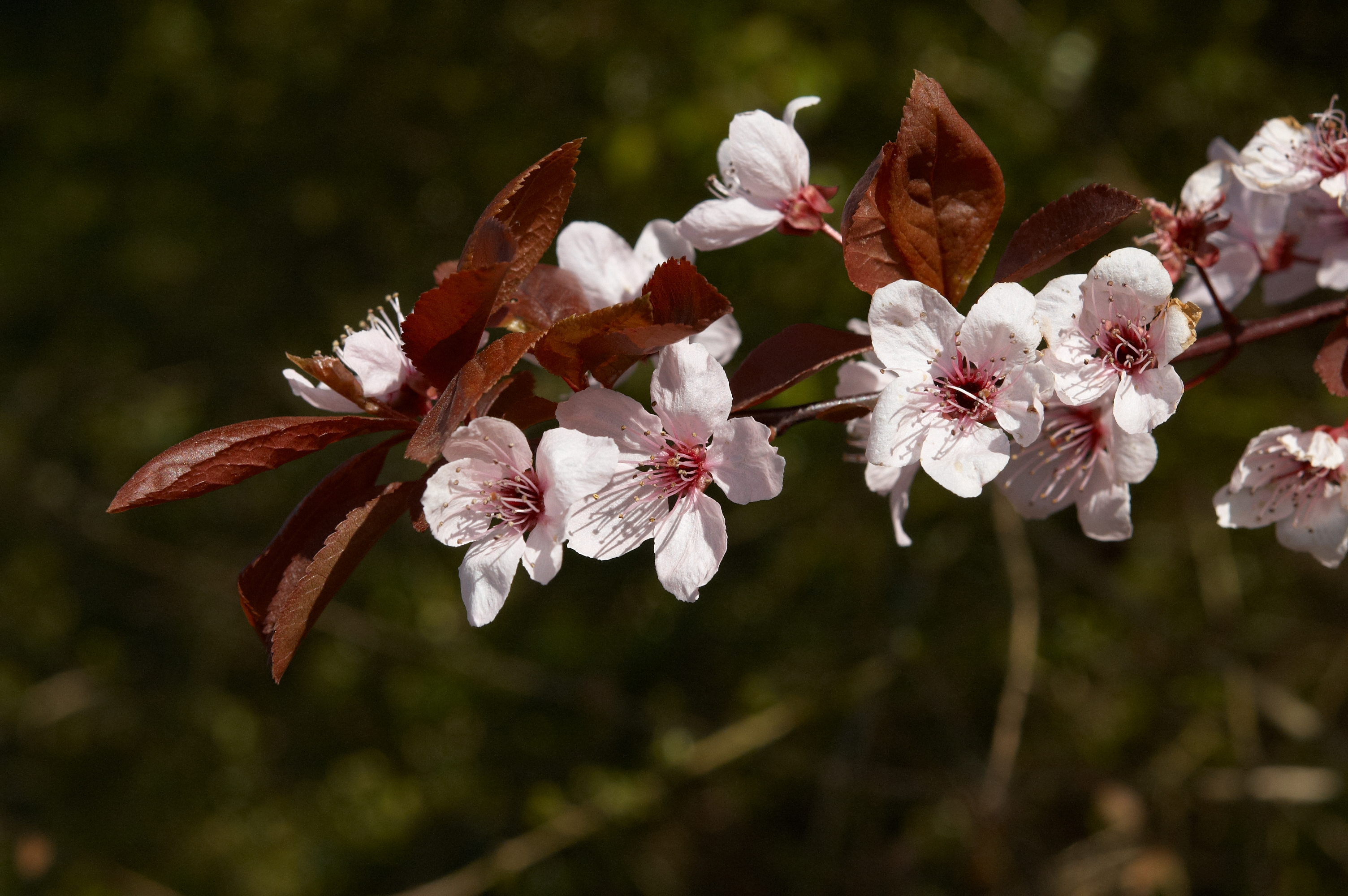
Nigra fajta
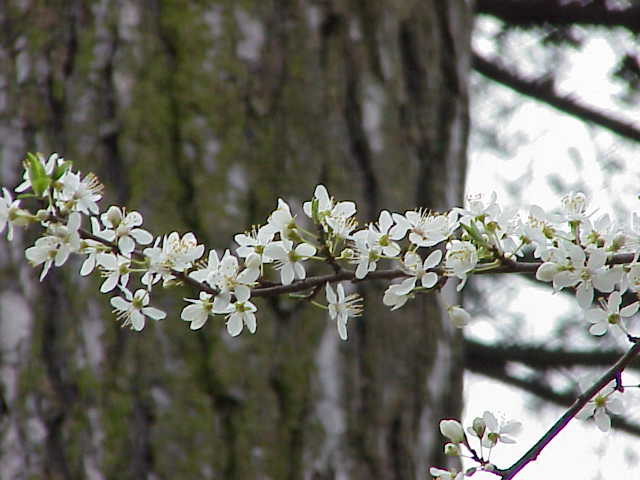
virágai
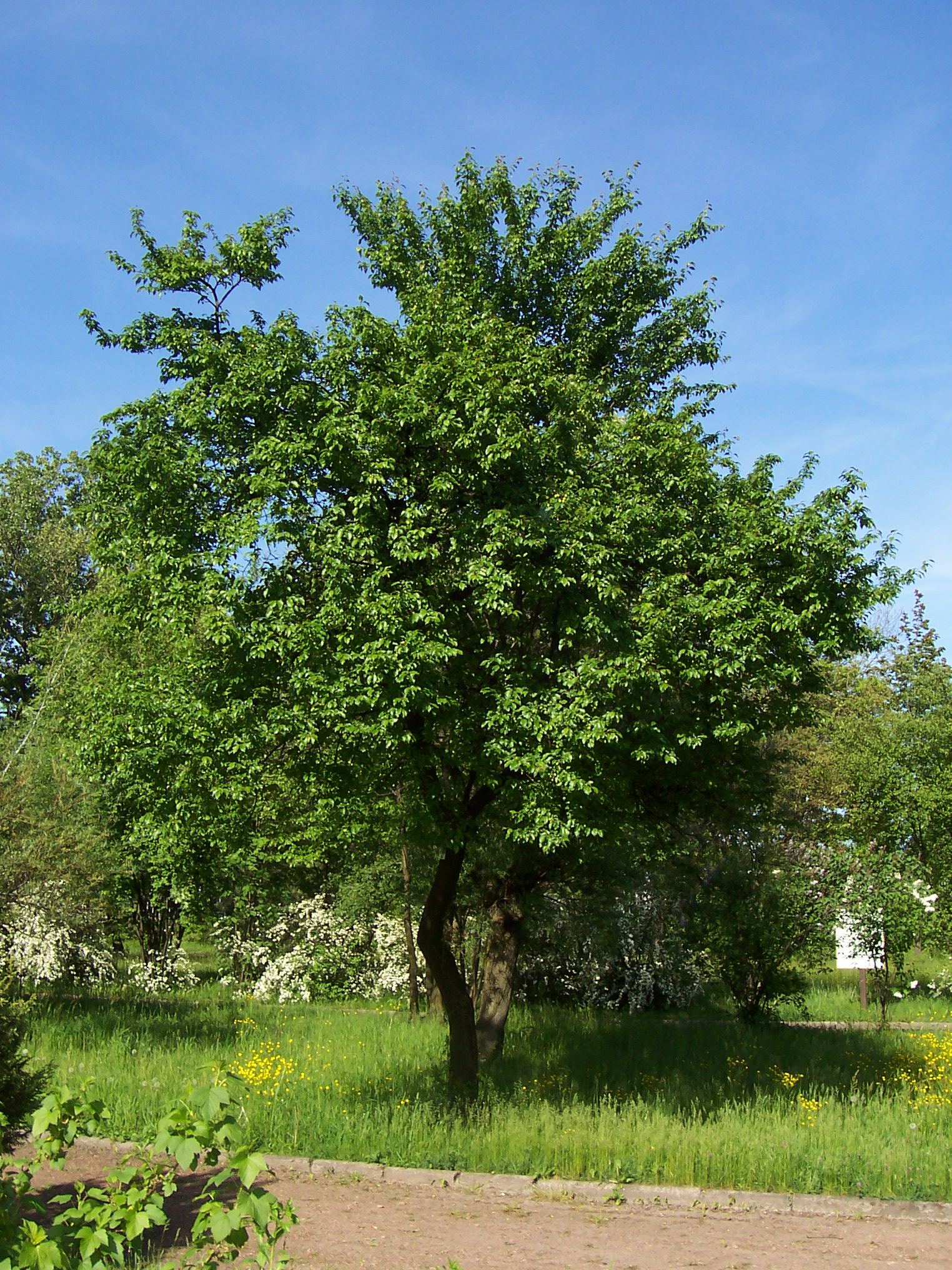
Habitusa
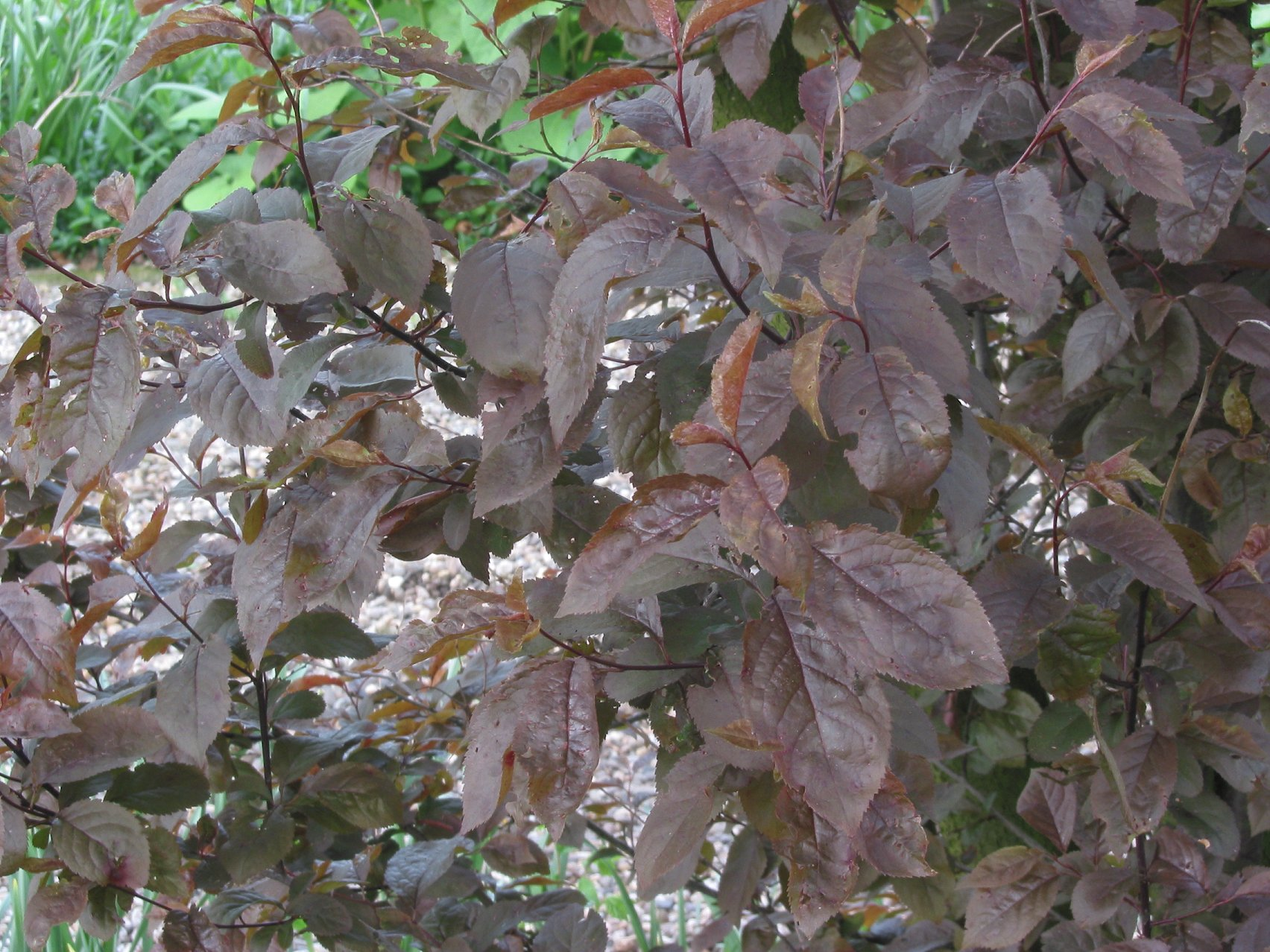
'Nigra' levelei
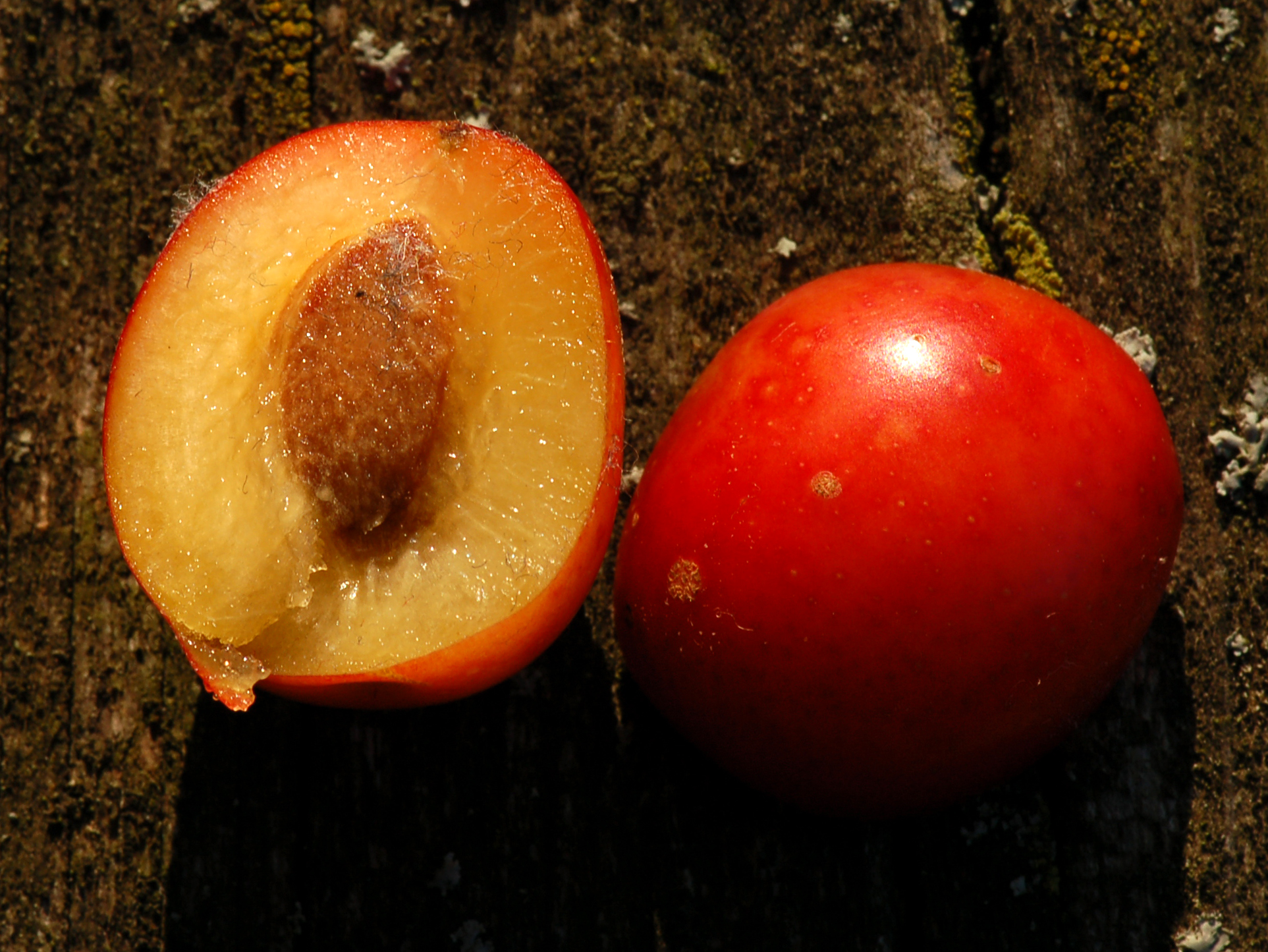
Termése
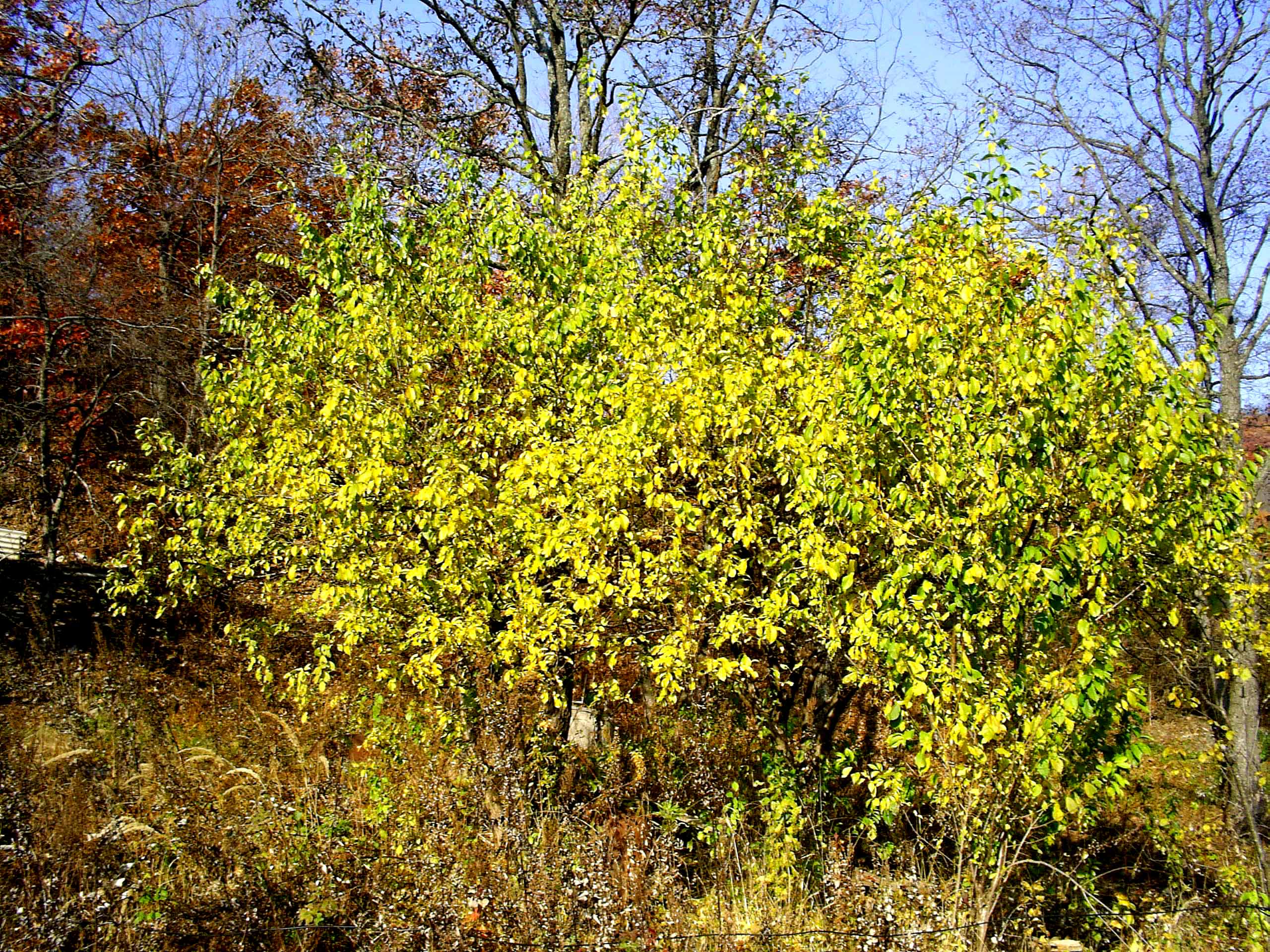
Őszi lombszín